# Saxophone Colossus
| Recensione | Giudizio |
| ---------- | -------- |
| AllMusic   |          |

Saxophone Colossus è un album del sassofonista jazz Sonny Rollins. Inciso in un solo giorno e pubblicato nell'aprile del 1957, il disco viene considerato il capolavoro del musicista, ed uno dei più grandi album jazz di sempre.

## Il disco
L'album venne registrato il 22 giugno del 1956 negli studi di Rudy Van Gelder. Una versione rimasterizzata è stata pubblicata nel 1999; senza l'aggiunta di nessuna traccia bonus. Un'altra versione rimasterizzata, questa volta da Van Gelder stesso, è stata pubblicata il 21 marzo 2006.
Saxophone Colossus ("Il colosso del sassofono"), l'altisonante (ma appropriato) titolo dell'album, venne suggerito da Bob Altshuler, il direttore del reparto pubblicità della Prestige Records.
Ci sono cinque tracce sull'album, tre di queste sono accreditate allo stesso Rollins. St. Thomas è una composizione influenzata dal calypso dedicata al luogo di nascita dei suoi genitori, l'isola di Saint Thomas nelle Isole Vergini Americane. Anche se sull'album il brano è accreditato a Rollins, in realtà si tratta di un brano tradizionale che era stato già registrato nel 1955 da Randy Weston con il titolo Fire Down There. (Nel booklet incluso nel box set The Complete Prestige Recordings, Rollins afferma che fu la casa discografica ad insistere affinché egli si prendesse i crediti di autore per il brano.) In ogni caso, il pezzo è diventato con il passare degli anni uno standard jazz, e la versione di Rollins è sicuramente la più celebre.
You Don't Know What Love Is è una ballata di Don Raye e Gene DePaul, di cui Rollins dà un'interpretazione insolitamente triste e malinconica. Strode Rode è un brano in stile hard bop, notevole per il duetto tra il sax di Rollins e il contrabbasso di Doug Watkins. Il pezzo è così intitolato in riferimento allo "Strode Hotel" di Chicago, in omaggio al trombettista Freddie Webster, che vi morì.
Moritat è un altro standard, una canzone scritta da Bertolt Brecht e Kurt Weill (Morirat von Mackie Messer) tratta dall'Opera da tre soldi, meglio conosciuta con il suo titolo inglese Mack the Knife.
Blue 7 è un blues, lungo più di undici minuti. La melodia principale fu composta improvvisando. L'esecuzione del brano da parte di Rollins è una delle sue performance più acclamate, e fu oggetto di un articolo del critico Gunther Schuller intitolato Sonny Rollins and the Challenge of Thematic Improvisation, nel quale viene lodata la sua capacità di improvvisazione e l'abilità nell'amalgamare gli spunti melodici nati da essa.

## Tracce
LP (1957, Prestige Records, PRLP 7079)
Lato A
1. St. Thomas – 6:45 (musica: Sonny Rollins)
2. You Don't Know What Love Is – 5:01 (testo: Don Raye – musica: Gene de Paul)
3. Strode Rode – 5:00 (musica: Sonny Rollins)

Lato B
1. Moritat – 10:00 (testo: Bertolt Brecht – musica: Kurt Weill)
2. Blue 7 – 8:00 (musica: Sonny Rollins)

- Durata brani ricavati dalla ristampa su vinile del 1972, pubblicato dalla Prestige Records (P-7326)

## Formazione
- Sonny Rollins – sassofono tenore
- Tommy Flanagan – pianoforte
- Doug Watkins – contrabbasso
- Max Roach – batteria

### Produzione
- Bob Weinstock – produzione
- Registrazioni effettuate al Van Gelder Studio
- Rudy Van Gelder – ingegnere delle registrazioni
- Ira Gitler – note retrocopertina album originale [5]